# Бокс на летней Спартакиаде народов СССР 1979
Соревнования по боксу в рамках VII летней Спартакиады народов СССР проходили с 22 июля по 4 августа 1979 года в Москве. Этот турнир также имел статус 45-го чемпионата СССР по боксу.

## Медалисты
| Весовая категория                   | Золото                      | Серебро                        | Бронза                                               |
| ----------------------------------- | --------------------------- | ------------------------------ | ---------------------------------------------------- |
| Первый наилегчайший вес (до 48 кг)  | Камиль Сафин Алма-Ата       | Олег Деулин Тбилиси            | Шамиль Сабиров Краснодар Усен Омаров Ташкент         |
| Второй наилегчайший вес (до 51 кг)  | Александр Ткаченко Донецк   | Александр Михайлов Владивосток | Канат Жаксыбаев Алма-Ата Алексей Никифоров Кемерово  |
| Легчайший вес (до 54 кг)            | Самсон Хачатрян Ереван      | Серик Нурказов Караганда       | Владимир Сердюк Херсон Амиран Хизанишвили Тбилиси    |
| Полулёгкий вес (до 57 кг)           | Виктор Рыбаков Москва       | Виктор Наврос Киев             | Александр Воробьёв Ленинград Ашот Аветисян Ереван    |
| Лёгкий вес (до 60 кг)               | Виктор Демьяненко Алма-Ата  | Василий Соломин Москва         | Юрий Прохоров Витебск Владимир Сорокин Оренбург      |
| Первый полусредний вес (до 63,5 кг) | Исраел Акопкохян Ереван     | Валерий Гришковец Фрунзе       | Серик Конакбаев Джамбул Р. Шалавеюс Каунас           |
| Второй полусредний вес (до 67 кг)   | Александр Кошкин Москва     | Валерий Рачков Алма-Ата        | Михаил Терентьев Ленинград Альгирдас Маяускас Каунас |
| Первый средний вес (до 71 кг)       | Хамзат Джабраилов Грозный   | Турайд Драгунс Лиепая          | Мурман Тактакишвили Тбилиси Юрий Баляба Ашхабад      |
| Второй средний вес (до 75 кг)       | Анатолий Коптев Владивосток | Владимир Шин Ташкент           | С. Михалёв Москва Виктор Савченко Днепропетровск     |
| Полутяжёлый вес (до 81 кг)          | Альгирдас Янчаускас Вильнюс | Альберт Николян Ереван         | Давид Квачадзе Тбилиси Юрий Гагарин Москва           |
| Тяжёлый вес (свыше 81 кг)           | Хорен Инджян Ереван         | Виктор Ульянич Минск           | Михаил Субботин Москва Игорь Высоцкий Москва         |